# Burgwedel
Burgwedel è una città di 20 481 abitanti della Bassa Sassonia, in Germania.
Appartiene alla regione di Hannover (targa H).

## Geografia antropica

### Suddivisioni amministrative
Il territorio comunale comprende le frazioni di Engensen, Fuhrberg, Großburgwedel, Kleinburgwedel, Oldhorst, Thönse e Wettmar.